# Mount Ruth
Mount Ruth är ett berg i Antarktis. Det ligger i den centrala delen av kontinenten. Nya Zeeland gör anspråk på området. Toppen på Mount Ruth är 2 170 meter över havet.
Terrängen runt Mount Ruth är kuperad åt sydost, men åt nordväst är den platt. Trakten är obefolkad. Det finns inga samhällen i närheten.